# Nina Py Brozovich
Nina Py Brozovich est une militante écologiste bolivienne. Elle a fondé Fridays For Future en Bolivie,,. Elle a participé au Sommet des Nations unies pour les jeunes sur le climat. 
Son travail est apparu dans Bolivian Express, Pagina Siete et Fridays for Future weekly. Elle faisait partie de la campagne "One Generation" de l'UNICEF,. Elle est bénévole à La Senda Verde.